# I liga (calcio Polonia)
La I Liga (in polacco Pierwsza liga; pronuncia polacca: [ˈpjɛrfʂa ˈliɡa]), ufficialmente denominata Betclic I Liga per ragioni di sponsorizzazione, è la seconda divisione professionistica del campionato polacco di calcio, gestito dalla Polski Związek Piłki Nożnej.

## Formato
Il campionato prevede 18 squadre partecipanti in un girone all'italiana con partite di andata e ritorno, per un totale di 34 giornate. Al termine di esse, vengono promosse in Ekstraklasa le prime due classificate insieme con la vincente dei play-off, contestati da altre quattro squadre, mentre le ultime tre classificate vengono retrocesse in II liga.

## Storia

### Prime versioni
La prima seconda serie fu inaugurata nel 1913, quando nei territori austroungarici si disputava un torneo regionale della Galizia, alla cui Classe A partecipavano solo cinque squadre, mentre altre prendevano parte alla Classe B. Un campionato simile si tenne anche in seguito all'unificazione della Polonia, quando nel 1921 fu riproposta una Classe B, alla quale prendevano parte numerose squadre riserve. L'idea fu tuttavia abbandonata per motivi economici dopo una sola edizione.
Durante la Seconda Repubblica, alla nascita del campionato polacco nel 1927, vennero fondati diversi campionati regionali, detti Classi A, che funzionavano di fatto come campionati cadetti con un sistema di promozioni e retrocessioni con la serie superiore. Dal momento che fino alla fine degli anni '30 venivano promosse due sole squadre nonostante la presenza di circa quattordici campionati regionali, la federazione aveva adottato un complesso sistema di spareggi, variabile di anno in anno.

### Nascita come II Liga
All'indomani della guerra la federazione iniziò a progettare una seconda serie nazionale vera e propria, che vide la luce nel febbraio 1948 come II Liga, dal momento che I Liga era il nome del massimo campionato nazionale. Inizialmente la stagione inaugurale avrebbe dovuto prevedere 18 squadre in un solo girone, ma poco prima dell'inizio la federazione decise di allargare la competizione a 20 squadre, suddividendoli in due gironi su base regionale.
Nel corso degli anni il formato della competizione variò più volte: l'edizione 1951 inaugurò l'allargamento a 4 gironi, ognuno da 8 squadre, mentre dal 1973 si tornò a due gironi, fino a restringere ad un solo girone a partire dall'edizione 1989-90.

### Passaggio a I Liga
In seguito alla riforma del campionato che vide la serie di vertice rinominata in Ekstraklasa, anche il campionato cadetto fu riorganizzato, cambiando nome in I Liga. Il campionato iniziò a prevedere 18 squadre in un solo girone, con due promozioni (3 dal 2019-20) e due retrocessioni, che poi sarebbero diventate 3 dal 2014 e 4 dal 2018.

## Organico 2024-2025
| Squadra                 | Città               | Stadio                     |
| ----------------------- | ------------------- | -------------------------- |
| Chrobry Głogów          | Głogów              | Stadion GOS                |
| GKS Tychy               | Tychy               | Stadion Miejski            |
| Górnik Łęczna           | Łęczna              | Stadion Górnika Łęczna     |
| ŁKS                     | Łódź                | Stadio municipale, Łódź    |
| Miedź Legnica           | Legnica             | Stadion Miejski            |
| MKS Puszcza Niepołomice | Niepołomice         | Stadion Józef Piłsudski    |
| Odra Opole              | Opole               | Odra Stadium               |
| Pogoń Grodzisk          | Grodzisk Mazowiecki | Stadion Miejski            |
| Pogon Siedlce           | Siedlce             | ROSRRiT Stadium            |
| Polonia Bytom           | Bytom               | Stadion Edward Szymkowiak  |
| Polonia Varsavia        | Varsavia            | Stadion Polonii Warszawa   |
| Ruch Chorzów            | Chorzów             | Stadio municipale, Chorzów |
| Śląsk Wrocław           | Breslavia           | Stadion Miejski            |
| Stal Mielec             | Mielec              | Stadion Stal Mielec        |
| Stal Rzeszów            | Rzeszów             | Stadion Stal               |
| Wieczysta Cracovia      | Cracovia            | Stadio Wieczystej          |
| Wisła Cracovia          | Cracovia            | Stadion Miejski            |
| Znicz Pruszków          | Pruszków            | Stadion MZOS               |

## Partecipazioni al campionato
Sono 195 i club ad aver preso parte alle 77 stagioni della I Liga dal 1949 al 2024-2025 (in grassetto le partecipanti all'edizione 2024-2025):
- 35 volte:  Piast Gliwice,  Arka Gdynia
- 33 volte:  Lechia Danzica,  Zawisza Bydgoszcz
- 31 volte:  Górnik Wałbrzych
- 30 volte:  Odra Opole,  Stal Stalowa Wola
- 27 volte:  Hutnik Cracovia,  Polonia Bytom
- 26 volte:  GKS Katowice
- 25 volte:  Warta Poznań
- 23 volte:  Motor Lublino,  Stal Rzeszów
- 22 volte:  Garbarnia Cracovia,  Gorzów Wielkopolski,  KS Cracovia,  Radomiak Radom,  Śląsk Breslavia,  Szombierki Bytom,  Zagłębie Sosnowiec
- 21 volte:  Avia Świdnik,  Olimpia Poznań,  Resovia Rzeszów,  Zagłębie Wałbrzych
- 20 volte:  Polonia Gdańsk,  GKS Tychy,  Miedź Legnica,  Wisła Płock
- 19 volte:  Bałtyk Gdynia,  Gwardia Varsavia,  Górnik Łęczna,  Polonia Varsavia
- 18 volte:  Błękitni Kielce,  Jagiellonia,  Stal Mielec,  Chrobry Głogów
- 17 volte:,  Arkonia Stettino,  GKS Bełchatów,  ŁKS
- 16 volte:  Korona Kielce,  Stomil Olsztyn
- 15 volte:  Concordia Knurów,  Odra,  Podbeskidzie,  Raków Częstochowa,  Widzew Łódź
- 14 volte:  Wawel Kraków,  Pogoń Stettino,  Sandecja Nowy Sącz,  Unia Tarnów
- 13 volte:  Oława,  Stal Szczecin,  Star Starachowice
- 12 volte:  GKS Jastrzębie,  Karpaty Krosno,  Naprzód Lipiny,  Start Łódź,  Unia Racibórz,  Urania Ruda Śląska
- 11 volte:  Hetman Zamość,  Lublinianka,  KSZO Ostrowiec Świętokrzyski,  Polonia Bydgoszcz,  Siarka Tarnobrzeg,  Ślęza Breslavia,  Wisłoka Dębica,  Nieciecza
- 10 volte:  Broń Radom,  Dolcan Ząbki,  Lech Poznań,  Rybnik,  Włókniarz Pabianice
- 9 volte:  Górnik Konin,  Gwardia Koszalin,  Olimpia Elbląg,  Radomsko,  Świt NDM,  Zagłębie Lubin,  Ruch Chorzów,  Wisła Cracovia
- 8 volte:  Ceramika Opoczno,  Chemik Police,  Igloopol Dębica,  Myszków,  Naprzód Rydułtowy,  Polkowice,  Ursus Varsavia
- 7 volte:  BKS Stal Bielsko-Biała,  Brzesko,  Chojniczanka Chojnice,  Flota Świnoujście,  Hutnik Varsavia,  Marymont Warszawa,  Olimpia Grudziądz,  Pomorzanin Toruń,  Puszcza Niepołomice,  Ruch Radzionków,  Tarnovia Tarnów
- 6 volte:  Górnik Zabrze,  Lechia Zielona Góra,  Niwka Sosnowiec,  Skra Częstochowa,  Victoria Jaworzno
- 5 volte:  Bzura Chodaków,  Calisia Kalisz,  Chelmek,  Jeziorak Iława,  Malapanew Ozimek,  Piast Nowa Ruda,  Polar Wrocław,  Sparta Zabrze,  Warmia Olsztyn,  Wigry Suwałki,  Pogoń Siedlce,  Znicz Pruszków
- 4 volte:  AKS Chorzów,  Bytovia Bytów,  Conc. Piotrków Tryb.,  Elana Toruń,  Górnik Radlin,  Kolejarz Stróże,  Polonia Przemyśl,  Tłoki Gorzyce,  Szczakowianka Jaworzno
- 3 volte:  Boruta Zgierz,  Brda Bydgoszcz,  Chemik Bydgoszcz,  Górnik Pszów,  Gornik Wojkowice,  Kluczbork,  Kmita Zabierzów,  Lechia Dzierżoniów,  Ostrów Wielkopolski,  Pafawag Wrocław,  Polonia Leszno,  Pomezania Malbork,  Start Namysłów,  Włókniarz Kietrz
- 2 volte:  Arka Nowa Sól,  Baildon Katowice,  Czuwaj Przemyśl,  Dyskobolia,  Gedania Danzica,  Grunwald Ruda Śląska,  Gryf Słupsk,  Gwardia Lublin,  Gwardia Słupsk,  Hetman Białystok,  Karkonosze Jelenia Góra,  Kostrzyn nad Odrą,  ŁKS Łomża,  Lotnik Warszawa,  Lotnik Wrocław,  Łużyce Lubań,  Metal Kluczbork,  Piotrków Trybunalski,  Polonia Świdnica,  MKS Szczytno,  Slavia Ruda Śląska,  Błękitni Stargard  Tur Turek,  Zawisza Bydgoszcz 2
- 1 volta:  Amica Wronki,  BKS Bydgoszcz,  Bug Wyszków,  Chemik Kędzierzyn-Koźle,  Dąb Dębno,  Dąb Katowice,  Drwęca Nowe Miasto Lubawskie,  Goplania Inowrocław,  Górnik Polkowice,  HEKO Czermno,  Kryształ Stronie Śląskie,  Kujawiak Włocławek,  Lechia Tomaszów Mazowiecki,  KS Spółka Akcyjna,  Mławianka Mława,  Odra Breslavia,  Pelikan Łowicz,  Pogoń Oleśnica,  Polonez Warszawa,  PTC Pabianice,  Rozwój Katowice,  Sokół Pniewy,  Stal Sanok,  Victoria Częstochowa,  Walter Rzeszów,  Wawel Wirek,  Wisła Puławy,  WKP Włocławek,  Włókniarz Białystok,  Włókniarz Łódź,  Zagłębianka Dąbrowa Górnicza,  Kotwica Kołobrzeg

## Albo d'oro
L'albo della II e della I liga è il seguente:

### II liga
| Stagione  | Vincitori                           | Altre promozioni                             |
| --------- | ----------------------------------- | -------------------------------------------- |
| 1949      | Górnik Radlin Garbarnia Cracovia    |                                              |
| 1950      | Arkonia Stettino Polonia Bytom      |                                              |
| 1951      | Lechia Danzica Wawel Kraków         |                                              |
| 1952      | Gwardia Varsavia Garbarnia Cracovia |                                              |
| 1953      | Polonia Bydgoszcz                   | ŁKS                                          |
| 1954      | Zagłębie Sosnowiec                  | Lechia Danzica Garbarnia Cracovia            |
| 1955      | Odra                                | Górnik Zabrze                                |
| 1956      | Polonia Bytom                       | Górnik Radlin                                |
| 1957      | Polonia Bydgoszcz KS Cracovia       |                                              |
| 1958      | Pogoń Stettino Górnik Radlin        |                                              |
| 1959      | Odra Zagłębie Sosnowiec             |                                              |
| 1960      | Lech Poznań Stal Mielec             | Zawisza Bydgoszcz KS Cracovia                |
| 1961      | Gwardia Varsavia                    | Arkonia Stettino                             |
| 1962      | Stal Rzeszów Pogoń Stettino         |                                              |
| 1962-1963 | Szombierki Bytom                    | Unia Racibórz                                |
| 1963-1964 | Śląsk Breslavia                     | Zawisza Bydgoszcz                            |
| 1964-1965 | Wisła Cracovia                      | GKS Katowice                                 |
| 1965-1966 | KS Cracovia                         | Pogoń Stettino                               |
| 1966-1967 | Gwardia Varsavia                    | Odra                                         |
| 1967-1968 | Zagłębie Wałbrzych                  | Rybnik                                       |
| 1968-1969 | Gwardia Varsavia                    | KS Cracovia                                  |
| 1969-1970 | Rybnik                              | Stal Mielec                                  |
| 1970-1971 | Odra                                | ŁKS                                          |
| 1971-1972 | Rybnik                              | Lech Poznań                                  |
| 1972-1973 | Szombierki Bytom                    | Śląsk Breslavia                              |
| 1973-1974 | Arka Gdynia GKS Tychy               |                                              |
| 1974-1975 | Widzew Łódź Stal Rzeszów            |                                              |
| 1975-1976 | Arka Gdynia Odra                    |                                              |
| 1976-1977 | Zawisza Bydgoszcz Polonia Bytom     |                                              |
| 1977-1978 | Gwardia Varsavia GKS Katowice       |                                              |
| 1978-1979 | Zawisza Bydgoszcz Górnik Zabrze     |                                              |
| 1979-1980 | Bałtyk Gdynia Motor Lublino         |                                              |
| 1980-1981 | Pogoń Stettino Gwardia Varsavia     |                                              |
| 1981-1982 | GKS Katowice KS Cracovia            |                                              |
| 1982-1983 | Górnik Wałbrzych Motor Lublino      |                                              |
| 1983-1984 | Lechia Danzica Radomsko             |                                              |
| 1984-1985 | Zagłębie Lubin Stal Mielec          |                                              |
| 1985-1986 | Olimpia Poznań Polonia Bytom        |                                              |
| 1985-1986 | Stal Stalowa Wola                   |                                              |
| 1987-1988 | Ruch Chorzów Stal Mielec            | GKS Jastrzębie Wisła Cracovia                |
| 1988-1989 | Zagłębie Lubin Zagłębie Sosnowiec   | Zawisza Bydgoszcz Motor Lublino              |
| 1989-1990 | Hutnik Cracovia                     | Igloopol Dębica                              |
| 1990-1991 | Widzew Łódź                         | Stal Stalowa Wola                            |
| 1991-1992 | Pogoń Stettino Siarka Tarnobrzeg    | Szombierki Bytom Jagiellonia                 |
| 1992-1993 | Warta Poznań Polonia Varsavia       | Sokół Pniewy Stal Stalowa Wola               |
| 1993-1994 | Raków Częstochowa Stomil Olsztyn    | Olimpia Poznań Wisła Płock                   |
| 1994-1995 | Śląsk Breslavia GKS Bełchatów       | Amica Wronki Siarka Tarnobrzeg               |
| 1995-1996 | Odra Polonia Varsavia               | Ruch Chorzów Wisła Cracovia                  |
| 1996-1997 | Dyskobolia Wisła Płock              | Pogoń Stettino KSZO Ostrowiec Świętokrzyski  |
| 1997-1998 | Ruch Radzionków GKS Bełchatów       |                                              |
| 1998-1999 | Dyskobolia Wisła Płock              |                                              |
| 1999-2000 | Śląsk Breslavia                     | GKS Katowice                                 |
| 2000-2001 | Radomsko                            | KSZO Ostrowiec Świętokrzyski                 |
| 2001-2002 | Lech Poznań                         | Wisła Płock                                  |
| 2002-2003 | Polkowice                           | Górnik Łęczna Świt NDM                       |
| 2003-2004 | Pogoń Stettino                      | Zagłębie Lubin KS Cracovia                   |
| 2004-2005 | Korona Kielce                       | GKS Bełchatów Arka Gdynia                    |
| 2005-2006 | Widzew Łódź                         | ŁKS                                          |
| 2006-2007 | Ruch Chorzów                        | Jagiellonia Polonia Bytom Zagłębie Sosnowiec |
| 2007-2008 | Lechia Danzica                      | Śląsk Breslavia Piast Gliwice Arka Gdynia    |

### I liga
| Stagione  | Vincitori          | Altre promozioni                 |
| --------- | ------------------ | -------------------------------- |
| 2008-2009 | Widzew Łódź        | Zagłębie Lubin Korona Kielce     |
| 2009-2010 | Widzew Łódź        | Górnik Zabrze                    |
| 2010-2011 | ŁKS                | Podbeskidzie                     |
| 2011-2012 | Piast Gliwice      | Pogoń Stettino                   |
| 2012-2013 | Zawisza Bydgoszcz  | KS Cracovia                      |
| 2013-2014 | GKS Bełchatów      | Górnik Łęczna                    |
| 2014-2015 | Zagłębie Lubin     | Nieciecza                        |
| 2015-2016 | Arka Gdynia        | Wisła Płock                      |
| 2016-2017 | Sandecja Nowy Sącz | Górnik Zabrze                    |
| 2017-2018 | Miedź Legnica      | Zagłębie Sosnowiec               |
| 2018-2019 | Raków Częstochowa  | ŁKS                              |
| 2019-2020 | Stal Mielec        | Podbeskidzie Warta Poznań        |
| 2020-2021 | Radomiak Radom     | Nieciecza Górnik Łęczna          |
| 2021-2022 | Miedź Legnica      | Widzew Łódź Korona Kielce        |
| 2022-2023 | ŁKS                | Ruch Chorzów Puszcza Niepołomice |
| 2023-2024 | Lechia Danzica     | GKS Katowice Motor Lublino       |
| 2024-2025 | Arka Gdynia        | Nieciecza Wisła Płock            |